# کوتس (مینه‌سوتا)
کوتس، مینه‌سوتا (به انگلیسی: Coates, Minnesota) یک شهر در ایالات متحده آمریکا است که در مینه‌سوتا واقع شده‌است.

## خصوصیات
کوتس ۳٫۶۵ کیلومترمربع مساحت و ۱۶۱ نفر جمعیت دارد و ۲۷۸ متر بالاتر از سطح دریا واقع شده‌است.